# Cadwallader Range
Cadwallader Range är ett berg i Kanada.   Det ligger i provinsen British Columbia, i den sydvästra delen av landet, 3 500 km väster om huvudstaden Ottawa. Toppen på Cadwallader Range är 2 395 meter över havet, eller 281 meter över den omgivande terrängen. Bredden vid basen är 2,3 km.
Terrängen runt Cadwallader Range är bergig söderut, men norrut är den kuperad. Trakten runt Cadwallader Range är nära nog obefolkad, med mindre än två invånare per kvadratkilometer.. Det finns inga samhällen i närheten.
I omgivningarna runt Cadwallader Range växer i huvudsak barrskog.